# Шмидт-Нильсен, Йоханне
Йоханне Шмидт-Нильсен (дат. Johanne Schmidt-Nielsen; родилась 22 февраля 1984 года в Оденсе) — датская общественно-политическая деятельница левого толка, депутат парламента (фолькетинга) от Красно-зеленого альянса в 2007—2019 гг. от Нёрребро. С 2009 года была первым спикером своей партии, пресса называла её «новой королевой Красно-зеленого альянса».

## Биография
Йоханне Шмидт-Нильсен выросла на острове Фюн и в настоящее время живет в Норребро в Копенгагене. Политическим активизмом занималась с 1997 года, с 2002 по 2003 год была заместительницей председателя группы, представляющей интересы учащихся датских гимназий. На ежегодном собрании «Красно-зеленой коалиции» в мае 2006 года она была избрана в исполнительный комитет партии, получив больше голосов (147), чем любой другой кандидат. Она была переизбрана в 2007 году.
Степень бакалавра социальных наук получила в Университете Роскилле в 2007 году. Некоторое время работала воспитательницей в детском саду во Фредериксберге, а потом в профсоюзе педагогов.

### Политический активизм
Шмидт-Нильсен заявила о себе как политическая активистка, участвуя в демонстрациях на саммитах в Праге, Брюсселе, Гётеборге и Ростоке.
Как пресс-секретарь активистской группы Velfærdsmissionen участвовала в сбрасывании 200 кг макарон и 40 литров кетчупа на лестницу, ведущую в министерство финансов, в знак протеста против сокращения государственных расходов на образование.
30 октября 2007 года Шмидт-Нильсен и другие феминистки вывесили красные чулки на веревке для белья при входе в министерство социального обеспечения, призывая министра Карен Йесперсен к более активным усилиям по обеспечению проблемы гендерного равенства.

5 ноября 2007 года Йоханна Шмидт-Нильсен выступила с предложением «модернизировать» копирайт, инициировав комиссию по переработке закона об авторском праве с целью свободного распространения в некоммерческих целях материалов, защищённых авторским правом, и выплаты компенсаций творцам за потерю дохода. Это предложение привлекло значительное внимание СМИ, особенно в свете её заявления, что она бесплатно скачивает и распространяет музыку в Интернете.

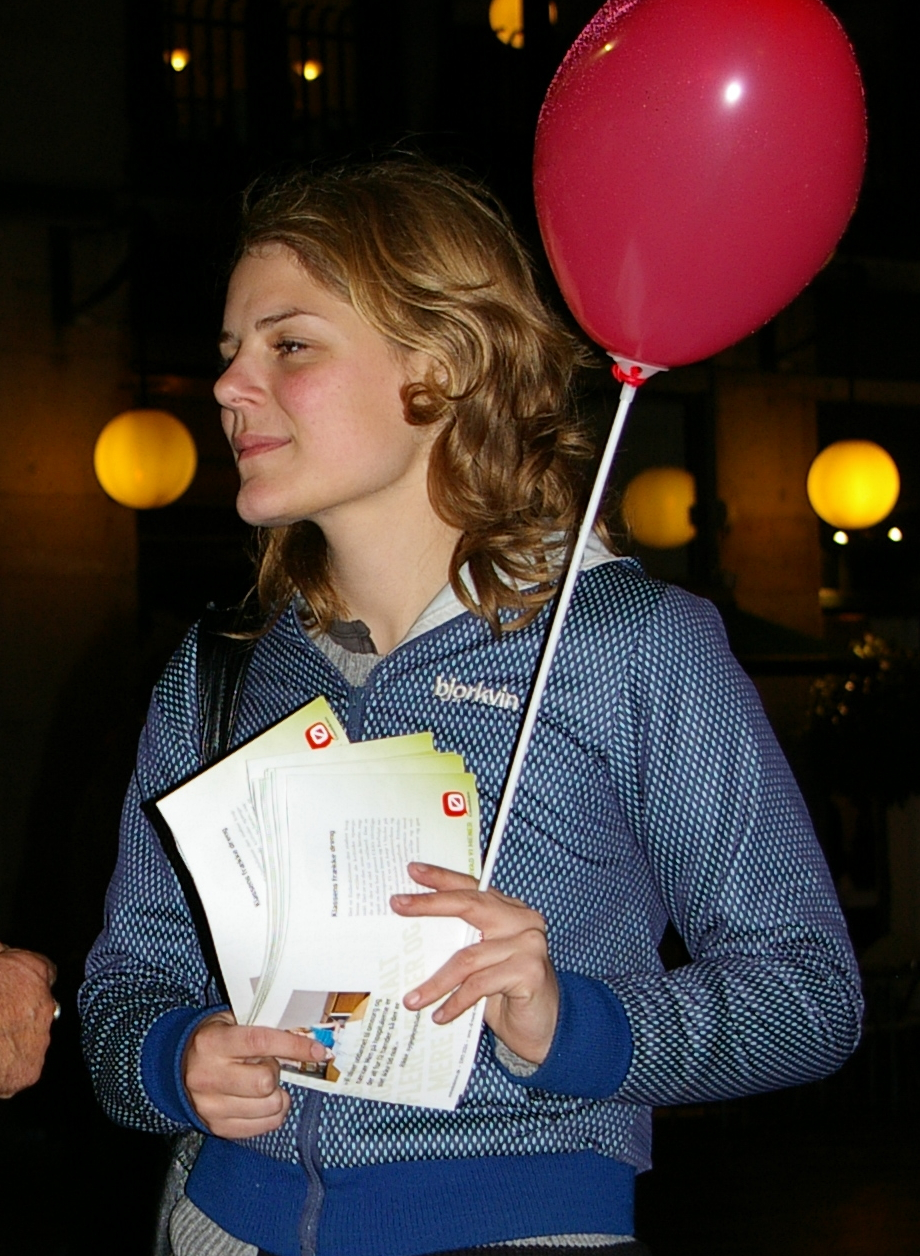
Йоханне в 2007 году

### Местные и парламентские выборы
Шмидт-Нильсен баллотировалась в городской совет муниципалитета Копенгагена на выборах 2005 года, но не была избрана.
Когда в марте 2007 года Пернилле Розенкранц-Тейл объявила, что не будет переизбираться в Фолькетинг (в 2011 году она вернулась туда уже от социал-демократов), Шмидт-Нильсен заняла её место в качестве главного кандидата от Красно-зелёного альянса в столичном округе. На парламентских выборах 2007 года она концентрировала свою кампанию на таких вопросах, как улучшение социального обеспечения и борьба с дискриминацией.
12 ноября 2007 года 23-летеяя Шмидт-Нильсен, представляя коллективное руководство Красно-зелёного альянса, участвовала в дебатах партийных лидеров на канале TV 2 как самый молодой кандидат, который когда-либо участвовавший в теледебатах лидеров партий Дании. Перед дебатами лидер Консервативной народной партии Бендт Бендтсен принял её за секретаршу и попросил принести ему кофе.
На выборах 2007 года она была избрана в парламент, получив 8 964 личных голоса. В 2011 году она была переизбрана с 47 002 голосами, что примерно на 15 тысяч голосов больше, чем у премьер-министра Хелле Торнинг-Шмидт. Больше её из всех кандидатов в стране набрал только Ларс Лёкке Расмуссен.В 2015 году её переизбрание было обеспечено 40 225 голосами (третий лучший показатель по стране после Кристиана Тулесена Даля и Хелле Торнинг-Шмидт). Несмотря на свою популярность как политика, приняла решение покинуть парламент после выборов 2019 года и стать генеральным секретарем организации Save the Children, занимающейся защитой прав детей по всему миру.